# Doug Bereuter

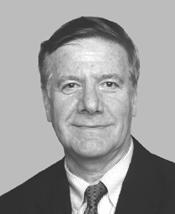
Doug Bereuter

Douglas Kent „Doug“ Bereuter (* 6. Oktober 1939 in York, York County, Nebraska) ist ein US-amerikanischer Politiker. Zwischen 1979 und 2004 vertrat er den ersten Wahlbezirk des Bundesstaates Nebraska im US-Repräsentantenhaus.

## Frühe Jahre und politischer Aufstieg
Doug Bereuter besuchte die St. Paul’s Lutheran School in Utica und danach bis 1957 die Utica High School. Anschließend studierte er bis 1961 an der University of Nebraska, ehe er zwischen 1963 und 1965 in der US-Armee diente. Nach seiner Militärzeit setzte er seine Ausbildung an der Harvard University fort.
Bereuter wurde Mitglied der Republikanischen Partei. 
Nach seiner Studienzeit wurde er Städteplaner im US-Bauministerium. Zwischen 1967 und 1968 war er Abteilungsleiter im Ministerium für wirtschaftliche Entwicklung in Nebraska. Danach leitete er die Planungsabteilung (Office of Planning and Programming) der Regierung von Nebraska. Von 1969 bis 1971 war er auch Mitglied in der Kriminalitätskommission dieses Staates, von 1975 bis 1979 gehörte er der Nebraska Legislature an.

## Kongressabgeordneter
Bei den Kongresswahlen des Jahres 1978 wurde er in das US-Repräsentantenhaus gewählt, wo er am 3. Januar 1979 Charles Thone ablöste. Nachdem er bei den folgenden Wahlen jeweils eindrucksvoll in seinem Amt bestätigt wurde, konnte er bis zu seinem Rücktritt am 31. August 2004 fast 13 Legislaturperioden im US-Kongress absolvieren. Bei allen Wiederwahlen hatte er nie weniger als 58 % der Wählerstimmen. Im Kongress war er zeitweise Mitglied im Dienstleistungsausschuss, im Ausschuss für Transport und Infrastruktur und im auswärtigen Ausschuss sowie stellvertretender Vorsitzender des Geheimdienstausschusses.
Doug Bereuter war auch Mitglied des Council on Foreign Relations sowie Leiter der US-Delegation auf der Parlamentarischen Versammlung der NATO, deren Präsident er zudem von 2002 bis 2004 war. Anfänglich war er ein Befürworter des Irakkriegs. Kurz vor seinem Ausscheiden aus dem Kongress bezeichnete er ihn aber als Fehler und schob den Geheimdiensten die Kriegsschuld zu, weil sie schlechte Aufklärungsarbeit geleistet hätten. Bereuter, der als gemäßigter Republikaner gilt, unterstützte Curt Bromm, den Speaker des Parlaments von Nebraska, als seinen Nachfolger im Kongress; die Parteimitglieder nominierten jedoch den konservativeren Jeff Fortenberry, der dann auch die Wahl gewann.